# Yevguenia Alísova-Klobukova
Eugenija Nikolaevna Alissova-Klobukova (24 de julio de 1889 - 29 de octubre de 1962) translitera del ruso Евге́ния Никола́евна Али́сова-Клобуко́ва, (diferentes transliteraciones) fue una importante pteridóloga, botánica, geobotánica rusa.

## Biografía
Recibió su educación superior en la Facultad de ciencias biológicas, para mujeres, de Bestuzhev, entre 1912 a 1915. Comenzó a trabajar allí, y luego en el Herbario del Jardín Botánico del Instituto Botánico V.L. Komarov, en San Petersburgo, especialmente en la flora de Yakut.
En 1917, partió al Lejano Oriente, a la ciudad Nikolsk Ussuri. Allí, apoyada por la Sociedad Geográfica de Rusia (RGS) organizó y dirigió estudios botánicos de la flora del Lejano Oriente, desde lo que hoy se conoce como Estación Gornotaёzhnaya. Más tarde trabajó como subdirectora de instituciones académicas, del Departamento Sur Ussuri RGO, incluyendo la reserva en la parte alta Suputinki, con una Estación de fitogeografía, biblioteca, y herbario con más de 100 mil hojas, y otros.
En 1934, debido a una enfermedad, se vio obligada a abandonar Primorie y pasar a Ufá, donde trabajó en la Oficina de edafología y botánica de Bashkiria y en el jardín botánico de Ufá, continuando excursiones botánicas y la recolección de flora herbario Bashkiria (4.500 hojas de exsiccatas de herbario).

## Contribuciones a la ciencia
Produjo numerosas expediciones botánicas y geobotánicas, a la región del sur de Ussuri, entr 1918 a 1930 - en las afueras Nikolsk Ussuri; 1918-1934 - Río Komarovka y sus afluentes; 1918-1931 - río Suifun y sus afluentes; en 1921 - en minas y el río Suchan Suchan; 1924 - al lago Hanka y ríos Mo Hantaheza; en 1927 - en el área de Posiet. Entre los años 1918 a 1930, estudió las proximidades de Vladivostok; y la estación Sviyagino Ippolitovka, en 1919 la isla rusa.
Sobre la base de esas expediciones Alisova-Klobukova (junto con Vladimir Leontevich Komarov, (1869-1945) publicó un texto en dos volúmenes "de las plantas del Territorio del Lejano Oriente" (publicado entre 1931 a 1932).
También, junto con otros miembros del Jardín Botánico Ufá, realizó un resumen de la flora de Bashkiria.

## Algunas publicaciones
- 1919. Медоносы Уссурийского края по наблюдениям (Plantas melíferas en Ussuriland), v. 1. — Изд. Южно-Уссурийск. отд. Русск. геогр. об-ва
- 1919. Обычные представители весенней флоры окрестностей г. Никольска-Уссурийского (Representantes primaverales de la flora de los alrededores de Nikolsk Ussur). Изд. Южно-Уссурийск. отд. Русск. геогр. об-ва. — 98 pp.
- 1923. Ботанические исследования в Приморье (Investigación botánica en Primorie)// Приморье, его природа и хозяйство : Сб. — Владивосток, 1923. — С. 117—122.
- 1924. Euryale ferox Salisb. Из отчёта Южно-Ханкайской ботанической экспедиции 1924 года (Euryale ferox Salisb. Informe de Sur Khanka expedición botánica 1924)// Изв. Южно-Уссурийск. отд. Русск. геогр. об-ва. — В. 7.
- 1925. Южно-Ханкайская ботаническая экспедиция 1924 года (Expedición botánica 1924 al sur de Khankaisky)// Изв. Южно-Уссурийск. отд. Русск. геогр. об-ва, v. 11. — pp. 195—206.
- 1925. Малый определитель растений Дальневосточного края (Plantas pequeñas determinantes del Territorio del Lejano Oriente). — Владивосток, 516 pp. [сon VL Komarov]
- 1931. Определитель растений Дальневосточного края (Plantas del Territorio del Lejano Oriente). Л.: Изд. АН СССР. Т. I. — 622 pp. [сon VL Komarov]
- 1932. Определитель растений Дальневосточного края (Especies del Territorio del Lejano Oriente). Л.: Изд. АН СССР. Т. II. — 553 pp. [сon VL Komarov]

## Eponimia
- (Betulaceae) Alnus alisoviana Mandl[3]
- (Lamiaceae) Lycopus alissoviae Prob.[4]
- (Violaceae) Viola alisoviana Kiss[5]